# 普里維利涅 (伊林齊區)
48°58′17″N 29°16′0″E / 48.97139°N 29.26667°E
普里維利内（烏克蘭語：Привільне），是烏克蘭西南部的村落，隸屬文尼察州的海辛區。該村始建於1923年，面積0.64平方公里，海拔高度291米，2001年人口287，人口密度每平方公里448.44人。